# Portobello (programma televisivo 2018)
Portobello è stato un programma televisivo in onda su Rai 1 dal 27 ottobre all'8 dicembre 2018 dallo studio 2000 del centro di produzione Rai di Milano, con la conduzione di Antonella Clerici, affiancata da Carlotta Mantovan e da Paolo Conticini.
Il programma è stato un remake dello storico omonimo varietà condotto da Enzo Tortora sul secondo canale Rai dal 1977 al 1983 e di nuovo nel 1987, da cui questa nuova versione riprende tutte le storiche rubriche.
Il programma è stato scritto da Tonino Quinti, Giona Peduzzi, Matteo Catalano, Francesco Valitutti, Monica Parente, Alessandra Guerra, Federico Modugno, Samanta Chiodini e Loredana Beatrici.

## Ascolti
| Puntata | Messa in onda    | Telespettatori | Share  | Ospiti |
| ------- | ---------------- | -------------- | ------ | --- |
| 1       | 27 ottobre 2018  | 4 150 000      | 20,17% | Piccolo Coro dell'Antoniano, Carlo Verdone, Arisa e Gianni Rivera |
| 2       | 3 novembre 2018  | 3 524 000      | 17,00% | Pupo, Orietta Berti e Dan Peterson |
| 3       | 10 novembre 2018 | 3 219 000      | 15,53% | Amadeus e Luciana Littizzetto |
| 4       | 24 novembre 2018 | 3 197 000      | 15,15% | Lino Banfi, Nino Frassica, Marina Perzy, Anna Vitale, Antiniska Nemour, Elena Paltrineri, Mauro Improta, Alessandra Spisni, Maelle Martens, Sal De Riso, Akash Kumar e Valerio Rossi Albertini |
| 5       | 1º dicembre 2018 | 2 967 000      | 14,10% | Claudio Amendola, Christian Vieri, Giovanni Vernia, Valerio Scanu e Mal |
| 6       | 8 dicembre 2018  | 3 220 000      | 15,64% | Beppe Fiorello, Nancy Brilli, Antonella Elia, Gino Sorbillo, Ambra Romani e Gilberto Rossi |
| Media   | Media            | 3 380 000      | 16,26% | |